# Quercus georgiana
Quercus georgiana M.A.Curtis – gatunek roślin z rodziny bukowatych (Fagaceae Dumort.). Występuje naturalnie w południowo-wschodnich Stanach Zjednoczonych – w Alabamie, Georgii, Karolinie Północnej oraz Karolinie Południowej. 

## Morfologia
PokrójZrzucające liście drzewo dorastające do 15 m wysokości. Kora jest łuszcząca się i ma szarą barwę.
LiścieBlaszka liściowa ma kształt od eliptycznego do owalnego lub odwrotnie jajowatego. Mierzy 4–13 cm długości oraz 2–9 cm szerokości, jest z 3–5 parami podłużnych klapek na brzegu, ma nasadę od rozwartej do klinowej. Ogonek liściowy jest nagi i ma 6–23 mm długości.
OwoceOrzechy zwane żołędziami o niemal kulistym kształcie, dorastają do 4–6 mm długości i 9–14 mm średnicy. Osadzone są pojedynczo w miseczkach o jajowatym lub kulistym kształcie, które mierzą 9–14 mm długości i 9–14 mm średnicy. Orzechy otulone są w miseczkach do 35% ich długości.

## Biologia i ekologia
Rośnie na skalistych stokach. Występuje na wysokości do 500 m n.p.m.